# Music from Big Pink
Albums de The Band
The Band
(1969)
Music from Big Pink (1968) est un album du groupe de rock canadien The Band. Il contient une de leurs chansons les plus connues, The Weight.
L’album est un mélange de country, rock et folk, le son est brut avec peu d’arrangements. Il a été bien reçu par la critique, mais ne fut pas un succès commercial, malgré l’aide de Bob Dylan qui a composé trois chansons (Tears of Rage, This Wheel's on Fire et I Shall Be Released), et a également dessiné la pochette. Big Pink est le nom de la maison rose, située près de Woodstock, dans laquelle le groupe enregistrait au sous-sol (c'est là que furent enregistrées les Basement Tapes avec Dylan).
Ce disque, qui était à contre-courant des tendances rock de 1968, est, pour certains, un classique incontournable de la musique américaine et, plus largement, de l'histoire du rock. Ainsi, Eric Clapton et George Harrison ont exprimé leur admiration pour ce disque.
Le magazine Rolling Stone place l'album en 34e position de son classement des 500 plus grands albums de tous les temps. Il est également cité dans l'ouvrage de référence de Robert Dimery Les 1001 albums qu'il faut avoir écoutés dans sa vie et dans un grand nombre d'autres listes.

## Titres
| 1. | Tears of Rage (en) | Dylan, Manuel | 5:23 |
| 2. | To Kingdom Come    | Robertson     | 3:22 |
| 3. | In a Station       | Manuel        | 3:34 |
| 4. | Caledonia Mission  | Robertson     | 2:59 |
| 5. | The Weight         | Robertson     | 4:38 |

| 6.  | We Can Talk (en)     | Manuel       | 3:06 |
| 7.  | Long Black Veil      | Wilkin, Dill | 3:06 |
| 8.  | Chest Fever (en)     | Robertson    | 5:18 |
| 9.  | Lonesome Suzie (en)  | Manuel       | 4:04 |
| 10. | This Wheel's on Fire | Danko, Dylan | 3:14 |
| 11. | I Shall Be Released  | Dylan        | 3:19 |

## Musiciens
- Rick Danko : basse, violon, chant
- Levon Helm : batterie, guitare, percussions, chant
- Garth Hudson : piano, orgue, saxophone
- Richard Manuel : piano, orgue, batterie, chant
- Robbie Robertson : guitare, chant

## Production
- John Simon : producteur (et saxophone, piano)
- Don Hahn : ingénieur du son
- Tony May : ingénieur du son
- Shelly Yakus : ingénieur du son
- Bob Dylan : composition et pochette album
- Elliott Landy : photographie